# Travis Caldwell
Travis Caldwell es un actor estadounidense nacido el 16 de enero de 1989 en Phoenix, Arizona. Es principalmente conocido por interpretar a Charlie Monohan en la serie original de ABC, The Gates.

## Biografía
Caldwell inició su carrera apareciendo en un episodio de Zoey 101 en 2006. En ese mismo año, apareció en el cortometraje Family Karma, junto a Bruno Oliver, al que le siguieron otros dos cortometrajes: The Tap en 2008 y The Juggler en 2009.
Entre 2007 y 2008, Travis apareció como invitado en series tales como Women's Murder Club, Miss Guided, y la serie de la CBS, Without a Trace. 
En 2010, apareció en la serie de TeenNick, Gigantic y en la serie de la NBC, Parenthood, además de terminar la película Hanna's Gold, junto a Luke Perry. Ese mismo año fue elegido para interpretar a Charlie Monohan, en la serie sobrenatural de ABC, The Gates, junto a Frank Grillo, Rhona Mitra, Marisol Nichols, Luke Mably, Skyler Samuels, Colton Haynes y James Preston.
En 2011, Travis apareció en The Lying Game donde dio vida a Kelvin e interpretó a Donny en Wizards of Waverly Place.

## Filmografía
| Cine       | Cine                     | Cine              | Cine                                       |
| Año        | Película                 | Rol               | Notas                                      |
| ---------- | ------------------------ | ----------------- | ------------------------------------------ |
| 2007       | Family Karma             | Nathaniel         | Cortometraje                               |
| 2008       | The Tap                  | Matt              | Cortometraje                               |
| 2009       | The Juggler              | novato borracho   | Cortometraje                               |
| 2010       | Hanna's Gold             | Kevin Nelson      |                                            |
| 2014       | Hello, My Name Is Frank  | Vinnie            | Posproducción                              |
| Televisión |                          |                   |                                            |
| Año        | Título                   | Rol               | Notas                                      |
| 2006       | Zoey 101                 | Lance McCallister | Episodio: "Broadcast Views"                |
| 2007       | Women's Murder Club      | Pledge            | Episodio: "To Drag & to Hold"              |
| 2008       | Miss Guided              | Michael           | Episodio: "Hot Sub"                        |
| 2008       | Without a Trace          | Rob               | Episodio: "Better Angels"                  |
| 2010       | Parenthood               | Colin             | Episodio: "Man Versus Possum"              |
| 2010       | Gigantic                 | Eric              | Episodio: "The Town of No"                 |
| 2010       | The Gates                | Charlie Monohan   | Elenco Principal (13 episodios)            |
| 2011       | The Lying Game           | Kelvin            | Episodio: "Sex, Lies and Hard Knocks High" |
| 2011       | Wizards of Waverly Place | Donny             | Episodio: "Ghost Roommate"                 |
| 2012       | CSI: Miami               | Andrew Kingman    | Episodio: "At Risk"                        |
| 2013       | Notes from Dad           | Nate Allen        | Película para televisión                   |
| 2014       | The Neighbors            | Zak               | 2 episodios                                |
| 2014       | Criminal Minds           | Benton Farland    | 1 episodio                                 |